# Саксун
Саксун (фар. Saksun) — деревня на северо-западе острова Стреймой Фарерского архипелага.
Население — 30 человек (2006). Административно поселение относится к муниципалитету Саксунар.
Первые фермерские поселения на территории Саксуна датируются ещё до XVII века. В настоящее время основной достопримечательностью является церковь, построенная в 1858 году. Сама деревня имеет естественную гавань и окружена высокими горами. Основой экономики остаётся фермерство.

## Галерея

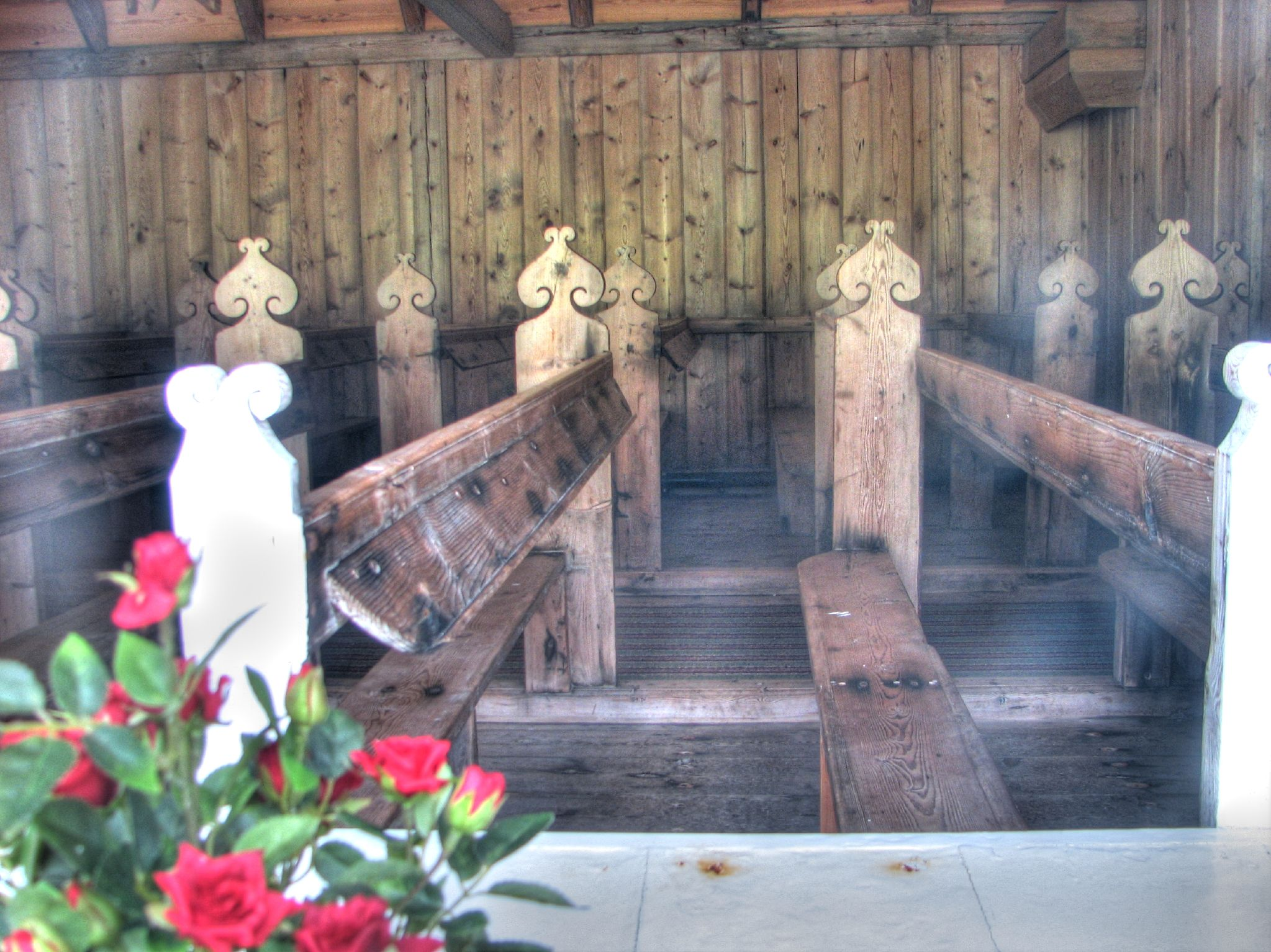
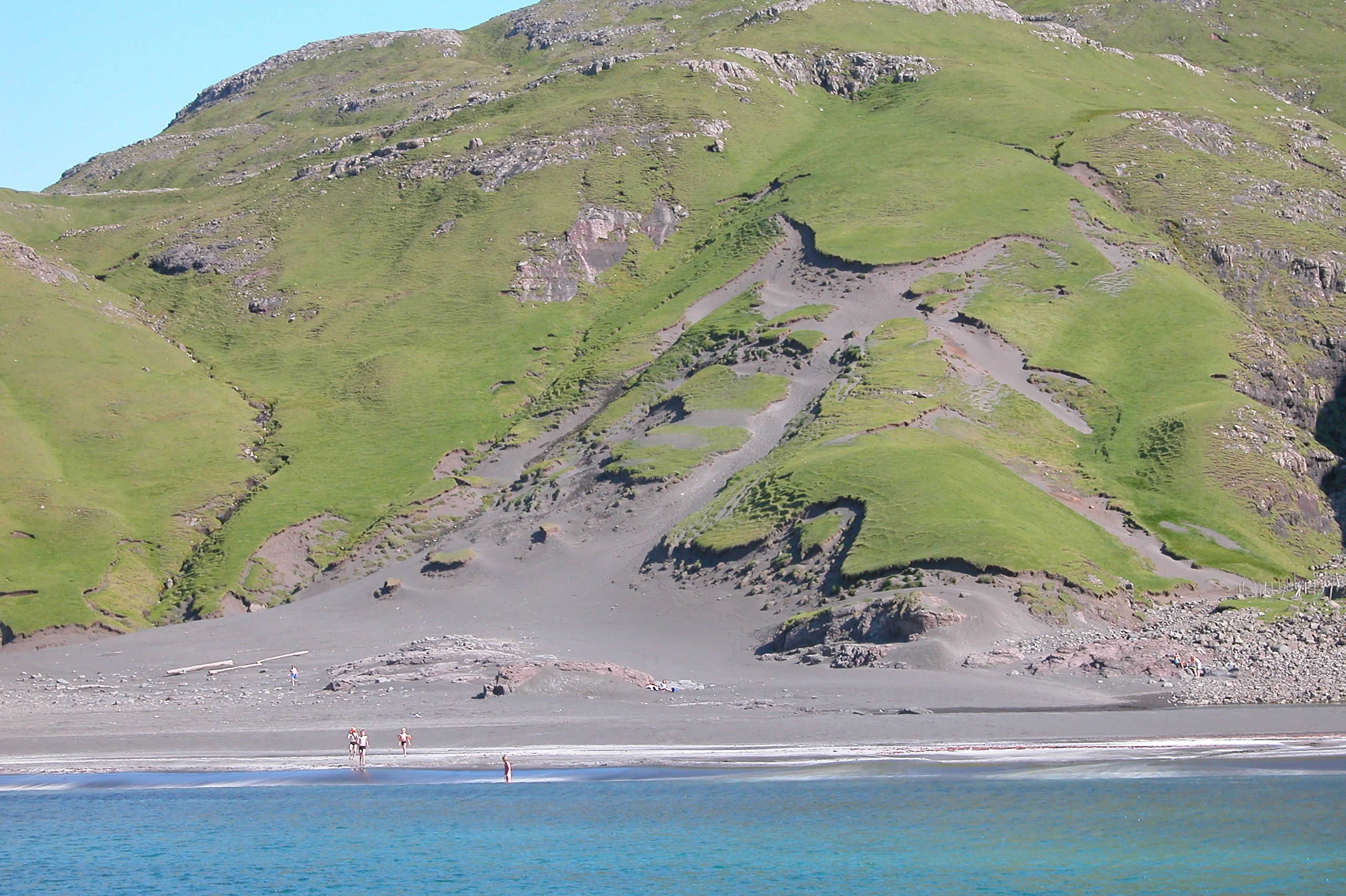
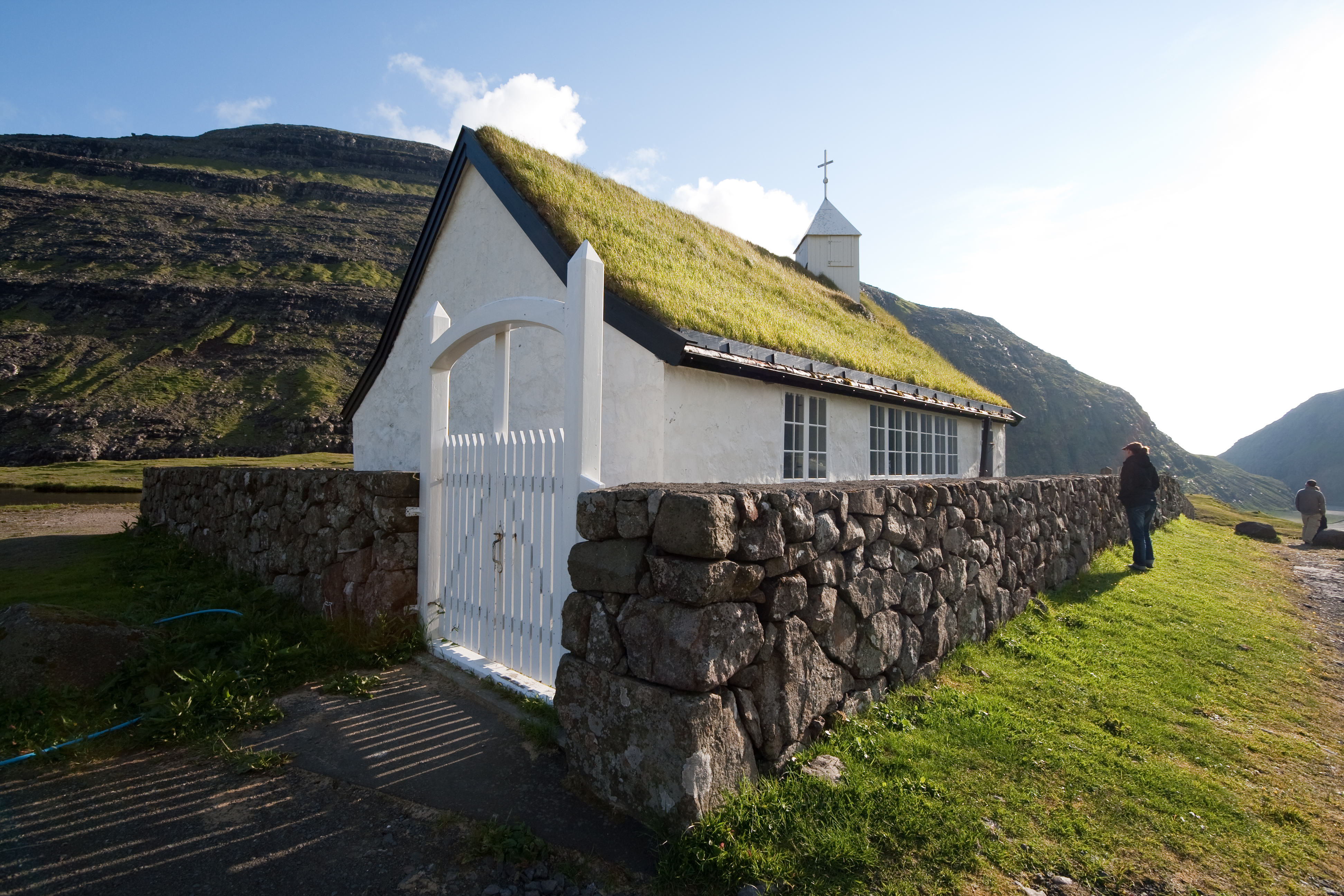
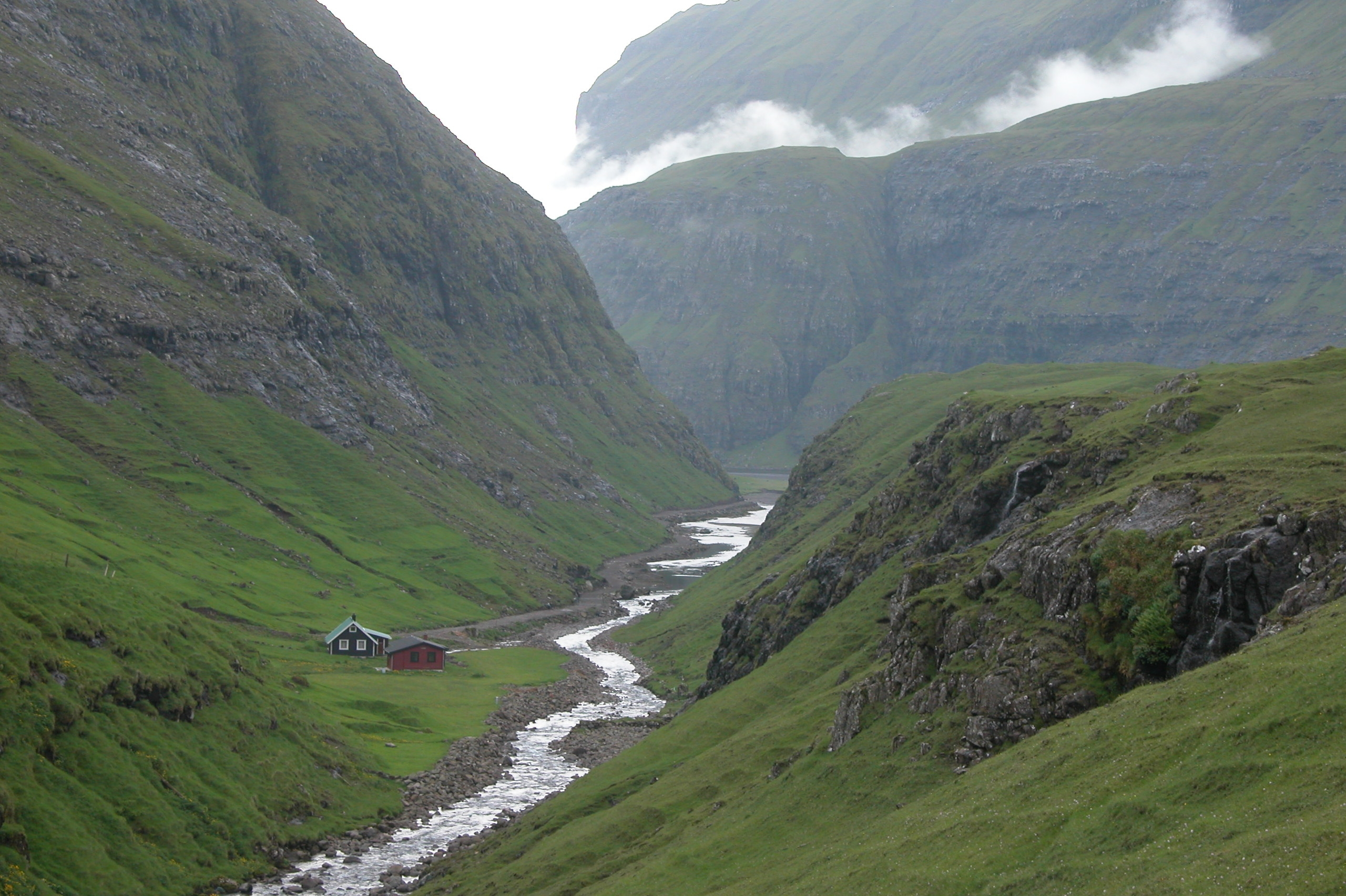